# مقاطعة هوامبو
كونيني هـي أحد مقاطعات أنغولا تقع في وسطهـا، يقدر عدد سكانها بحوالي 1.9 مليون نسمة وتتربع على مساحة قدرها 34.270 كم2 وعاصمتها هـي المدينة هوامبو.

## الموقع الجغرافي
تقع في وسط البلاد وتحدها من الغرب مقاطعة بنغيلا ومن الشرق مقاطعة بيي ومن الشمال مقاطعتي بيي وكوانزا سول ومن الجنوب مقاطعة هويلا.

## المحافظات
تنقسـم مقاطعة هوامبو إلى 11 محافظة هـي:
- هوامبو
- لوندويمبالي
- بيلوندو
- مونغو
- تشنجنجي
- أوكومـا
- إيكونها
- تشيكالا تشلوانغا
- كاتشينغو
- لونغونغو
- كالا

## البلديات
وتنقسم إلى 36 بلدية  هـي:
| - ألتو أواما - بايلوندو - بيمبي - شياكا - شينهاما - شينجنجي - شيبيبا - شيومبو - هوامبو | - كألا - كاشنغو - كاكوما - كالينغا - كاليما - كامبوينغو - كاتابولا - كاتاتا - كويما | - ليبي - لوندويمبالي - لونغونجو - لونجي - مبافي - مونغو - سامبو - تشيبيو - ثيكالا يلوهانغا | - أوكوما - أوسوكي - هينغي-كاكولو - إيكوما - تشياهانا - شيلاتا - تشيومبو - هنغولو - موندوندو |

## روابط خارجية
- الموقـع الرسمـي
- معلومات عـن المقاطعة في موقع إينفـو أنغولا